# Euphorbia cupularis
Euphorbia cupularis är en törelväxtart som beskrevs av Pierre Edmond Boissier. Euphorbia cupularis ingår i släktet törlar, och familjen törelväxter. Inga underarter finns listade i Catalogue of Life.

## Bildgalleri

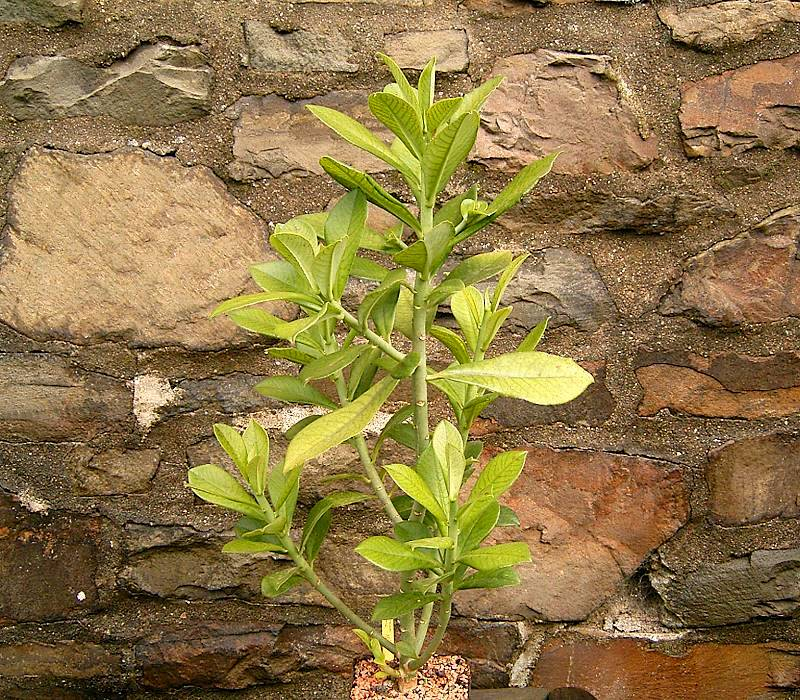
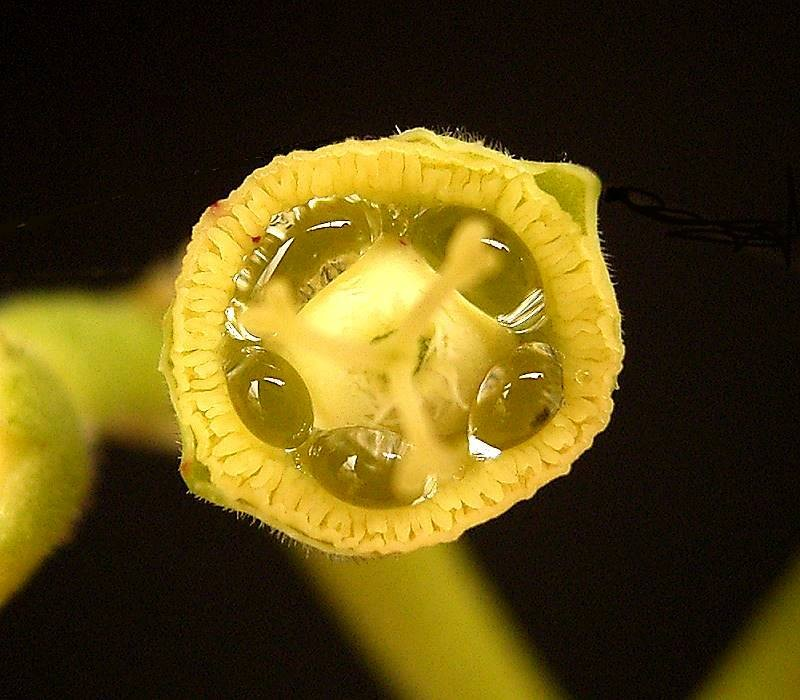